# Русь (название)

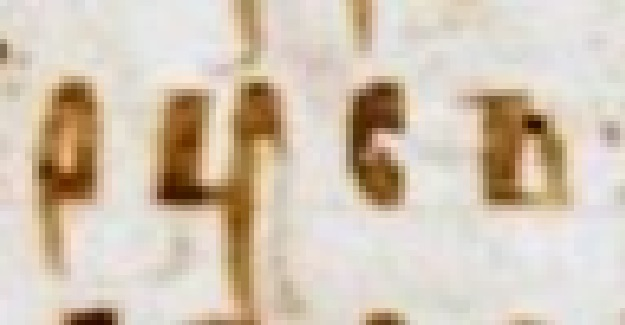
«Русь», рассказ о призвании варягов, «Повесть временных лет», список Лаврентьевской летописи, 1377

Ук (оук) (слитный) — буква, которая была второй в слове «Русь». Заменена в алфавите на У Петром I

Русь (др.-рус. и церк.-слав. рѹсь) — название народа, составившего социальную элиту Древнерусского государства, название самого государства и соответствующего ему этнокультурного региона, политоним (обозначение всех жителей этого государства, с начала X века), а также ранний этноним восточных славян.

## Этимология
Существует большое число версий происхождения слова, выводящих его из различных языков. Наиболее обоснована лингвистически «северная», западнофинская (скандинавская) версия (из древнескандинавского языка через западнофинское посредство). Скандинавская этимология составляет современный лингвистический консенсус. Гипотезы «южного», местного, или автохтонного, происхождения этнонима русь (обычно из иранских или славянских языков) занимают важное место в концепциях антинорманистов. «Южные» гипотезы весьма слабо обоснованы как лингвистически, так и исторически (предполагается существование предшествовавшего Киевской Руси государства на юге).

### Скандинавская («северная») версия
Структура слова русь позволяет сделать вывод о названии неславянского племени, подобно названиям чудь, весь, водь, пермь, сумь и др. Историк А. А. Шахматов отмечал:

Форма Русь... так относится к Ruotsi, как древнерусское Сумь... к финскому Suomi. Мне кажется, что элементарные методологические соображения не позволяют отделить современное финское Ruotsi от имени Русь.

Первым древнешведскую основу Roþs- с прибалтийско-финским Ruotsi и дальше с Русью отождествил российский историк А. А. Куник (1844), впервые применивший сравнительно-исторический метод языкознания, в том виде, в каком он был разработан Якобом Гриммом, к изучению русской истории. Древнерусское слово рѹсь этимологически точно соответствует прибалтийско-финскому названию Швеции и шведов — *rōtsi (фин. Ruotsi «Швеция», ruotsalainen «швед», эст. Rootsi «Швеция, шведский»). Преобразование -ts- в -s'- произошло по закону открытого слога, в силу которого исчез закрывающий звук -t-. Звук -i перешёл в -ь в результате падения редуцированных.
Согласно лингвистической теории датского лингвиста и историка В. Томсена, прибалтийско-финское название шведов *rōtsi восходит к древнескандинавским двусложным композитам типа *rōþ-s-karlar или *rōþs-mannar (þ — буква торн, звук [θ]), обозначающим «гребцов, команду гребного судна». Сами эти слова восходят к корню *rōþ- «гребля». Аналогичным примером преобразования композита при заимствовании является приб.-фин. lōtsi «лоцман» < ср.-нижн.-нем. lôts-man. К тому же древнескандинавскому концепту гребли восходит название Руслагена (от *Rōþ(r)-s-land-) — побережья Средней Швеции. Слово roþ ~ ruþ встречается также в младшерунических надписях Уппланда, где может обозначать поход на гребных судах.
han . uas . buta . bastr . i ruþi . hakunar

‘он был лучшим бондом из rōþ Хакона’ (камень из Nibble)

toliR . bryti . i roþ

‘толир, брюти (должностное лицо конунга) в rōþ’ (камень из Adelsö)
К тому же скандинавскому источнику восходит общесаамское название Швеции *rōθō. Саамское (*rōš:ō) и пермское значения слова ruotsi, предположительно, возникли под влиянием др.-рус. рѹсь, русьскыи. Заимствование из приб.-фин. *rōtsi — *rōc:ō — встречается лишь в саамских преданиях, где обозначает обобщённый образ противника.
Данные уральских языков
К прибалтийско-финскому источнику восходит не только древнерусское слово, но и названия русского народа в большинстве финно-угорских языков, что свидетельствует о посреднической роли прибалтийских финнов между скандинавами и жителями Северо-Восточной Европы. Контакты скандинавов, финнов и славян отмечены археологически в середине VIII века в ранних слоях Старой Ладоги. Первоначально финно-скандинавское торговое поселение к концу VIII века характеризуется следами славянского присутствия.
- Приб.-фин. *rōtsi → саам. *rōc:ō «противник» (термин встречается в преданиях)[9]
- Приб.-фин. *rōtsi → коми роч → удм. ӟуч «русский»
- Приб.-фин. *rōtsi → коми роч → манс. русь, хант. руть, нар. южносельк. руш «русский». Коми (пермь) выступали проводниками (древне)русской колонизации Западной Сибири.
- Приб.-фин. *rōtsa → др.-нен. *luətså → нен. lūca, энец. ľuoťa, нган. ľüə?sa «русский»
- Приб.-фин. *rōtsa → др.-нен. *luətså → нен. lūca → эвенк. лÝча, лōча > нанайск. лоча, якут. luča, lūča, nūča «русский». Самодийцы (самоядь) выступали посредниками между тунгусами и русскими.

Критика
По мнению историка А. В. Назаренко, «скандинавоязычного прототипа у финского Ruotsi, а значит, и древнерусского русь выявить не удаётся». Он отмечает наличие долгого -u- в древнейших упоминаниях русов, поэтому, кем бы ни были этнически носители этого этнонима, уже в первой половине IX века они «пользовались славяноязычным самоназванием», а не его предполагаемым скандинавоязычным прототипом.
Д. К. Зеленин считал, что Ruotsi было эстонско-финским названием не только Швеции, но и Ливонии. Он предполагал, что более ранним значением народного эстонского имени Roots была Ливония, а Швеция была более поздним значением. И. П. Шаскольский писал, что термин Ruotsi нигде не встречается до XVI века.
Ответы на критику
Утверждение об отсутствии скандинавского прототипа финского Ruotsi опровергается фактами широкого — как по распространённости, так и по использовавшемуся смысловому значению — употребления скандинавами древнескандинавского корня *rōþ-, этимологически связанного с концептом гребли, для обозначения как людей, так и местности. Лингвисты отмечают несомненность существования прагерманского глагола *róa и его производных, в том числе rōþer («гребец») и *rōþs(-maðr, -karl) и др., отразившихся во всех германских языках. Переход древнесеверогерманского rōþs- → финск. ruots фонетически закономерен. Комплекс значений слова rōþ(e)r — «гребец; гребля; весло; плавание на гребных судах» — является устойчивым во всех германских языках: др.-исл. róðr, др.-в.-нем. ruodar, др.-англ. rōðor и др. Переход финск. ruotsi → др.-русск. русь фонетически обоснован. Зап.-финск. uo/oo закономерно отражалось в др.-русск. ӯ, что подтверждается рядом аналогий (ср. финск. suomi → др.-русск. сумь).
По мнению лингвиста С. Л. Николаева, суффиксальное образование *rōþ-s-, засвидетельствованное в основе *rōþ-s- в сложных словах (др.-исл. rōþs-menn, rōþs-karlar «гребцы, мореходы»), и им. п. *rōþ-s «гребец», ещё с о (долгим), [ro:đs-], были заимствованы в финский в виде Ruotsi «шведы, Швеция», Ruotsalainen «швед» — этнонима, которым не назывались и не называются другие северогерманские народы (датчане и норвежцы). Будучи заимствованным из западнофинского, в саамском, восточных прибалтийско-финских и в финно-пермских языках это слово уже обозначало как живших в данной местности скандинавов (в частности, предположительно, и староладожских), так и славян, находившихся под властью шведской (древнешведской) династии: саам. ruoš’š’a, коми-перм. d’z’ut’s’, коми-зыр. rot’s’, удм. rus’ «русский, Россия, русский язык». По мнению Николаева, локальный позднепраславянский (северо-восточный) этноним *rusь, обозначавший сначала как восточношведскую, так и местную северогерманскую (скандинавскую) русь, мог быть как финским, так и непосредственно северогерманским (древнескандинавским) заимствованием *rōþs- → *rus-, c регулярным упрощением þs → s и с субституцией герм. *ō в виде праслав. *u (ср. *buky «буква» из герм. *bōkō в значении «письмена, книга» и т. п.). Др.-рус. рѹсь, рѹсьскыи псковские кривичи и ильменские словены первоначально называли представителей этноплеменного образования в шведском Рудене, с которым у местных славян и финских племён (чуди, веси) имелись устойчивые торговые связи (именно к ним племена обратились с просьбой прислать посредника в междоусобных спорах). Словом ruotsi восточные финны стали называть местных славян, а потом сами славяне стали называть себя русью. После вокняжения династии Рюрика в Ладоге или Новгороде по распространённой в Средние века модели (ср. название восточнобалканских славян българе — от булгар, тюркских завоевателей; французы — по названию завоевателей-франков) этническое название правителей было перенесено на подвластный им народ, включавший как славян, так и финнов. По крайней мере до XII века восточные славяне помнили, что русь является скандинавским (варяжским) племенем, а династия Рюрика имеет скандинавское (варяжское) происхождение, сам Рюрик был русским, скандинавским правителем.
Археолог Г. С. Лебедев и историк В. С. Кулешов считают, что нет лингвистических препятствий для того, чтобы выводить др.-рус. рѹсь из др.-сканд. *rōþ- непосредственно, без финского посредства.
По мнению академика А. А. Зализняка, современный научный консенсус скорее всего говорит о том, что вне зависимости от того, как было образовано слово «русь», вначале оно обозначало только норманнов и пришло в русский язык из древнескандинавского языка, а затем постепенно с норманнской элиты стало «скользить» на весь народ Древней Руси.

### Общие положения «южных» версий
Представления о местной, поднепровской этимологии слова русь идут от М. В. Ломоносова. Они были развиты в XIX и в начале XX веках, особенно в работах С. А. Гедеонова, Д. И. Иловайского, М. С. Грушевского, В. А. Пархоменко и др., а в 1930-х — 1950-х годах получили поддержку крупных советских историков. Утверждается, что до Киевской Руси, ещё в VI—IX веках существовала цепочка образований, которая привела к формированию в IX веке славянского государства, чему, в частности, способствовало ослабление господства хазар. Вводится допущение, что это государство уже в самом начале имело название Русская земля.

### Североиранская версия
Ломоносов использовал сведения Киевского синопсиса и писал о родстве русских с роксоланами (II век н. э.) и сарматами. Иловайский связывал термин «русь» с гипотетической Азово-Черноморской Русью, где, по его мнению, обитали «славяне-роксоланы». По научным данным роксоланы были ираноязычным племенем, о чём было известно уже специалистам, современникам Иловайского.
Г. В. Вернадский помещал первоначальную территорию русов в дельте Кубани и полагал, что своё имя они усвоили от роксаланов («светлых аланов»), которые, по его мнению, были частью антов. При этом он считал правящий слой русов этническими скандинавами.
В 1960-е годы советский археолог Д. Т. Березовец предложил отождествить с русами аланское население Подонья.
По мнению историка В. В. Седова, название восходит к иранской основе *rauka- *ruk- 'свет, белый, блестеть' и появляется в период славянско-иранского соседства в Северном Причерноморье. А этнонимы «русы» и «русь» начали распространяться в ареале волынцевской и близких к ней культур. При этом он присоединяется к существующему в историографии предположению о возможном независимом возникновении и последующем слиянии северного названия «ruotsi» и южного «русь» или же финском заимствовании уже устоявшегося этнонима, впоследствии перенесённом на скандинавов.
Этимология этнонима русь из индоарийских языков разрабатывалась лингвистом О. Н. Трубачевым. Ссылаясь на древнерусскую литературу и топонимию (Лукоморье русских летописей XII века; Синее море = Азовское море, Синяя вода = Дон, Русское море = Чёрное море) исследователь делает допущение, что в V—VI веках славяне вышли к берегам Чёрного и Азовского морей. По его мнению, первоначальный этноним poc тяготел к территориям Тавриды, Приазовья и Северного Причерноморья. В Крыму VIII—IX веков он помещает народ росы, известный грекам. Этот древний этноним, по мнению Трубачёва, с появлением славян с течением времени получает новое этническое содержание. Индоарийская этимология подкрепляется им путём сопоставления с этимологическим значением этнонима куман (половцы) «беловатый, беловато-желтый». Исследователь допускает, существование региональной традиции, существовавшей до славян и до тюрок, именования Северного Причерноморья как «Белая, Светлая сторона». Ранее имя русь производилось от иранских «светлый, блестящий» (ср. осет. ru–xs/roxs «свет, светлый», перс. ru–xs‎ «сияние» и др.).
Критика
Р. А. Агеева отмечала, что допущение об иранском происхождении этнонима русь Седов делает методом «от противного»: если слово не славянского и не тюркского происхождения, то оно, по его мнению, является иранским, поскольку, по данным археологии, в Среднем Поднепровье могли находиться древние иранские племена. Агеева писала, что методом «от противного» можно «доказывать» принадлежность этнонима и любому другому этносу, включая, например, готов, когда-либо прожитвавшему рассматриваемой территории.

### Славянская версия
Филолог К. А. Максимович, отвергая и скандинавскую, и иранскую этимологию, считает наиболее вероятной славянскую этимологию этникона «русь». По его мнению, др.-рус. рѹсь восходит к славянскому *roud-s-ь, от корня *rъd-/*roud-/*rуd-, связанного с красным цветом. Эта форма была заимствована финно-уграми у славян ещё в праславянскую эпоху (около VI века н. э.), до упрощения консонантных групп в праславянском. По мнению автора гипотезы, это подтверждается значениями однокоренных финскому Ruotsi в других финно-угорских языках (см. раздел Данные уральских языков): саамском (в северной Норвегии — ruossa), комизырянском (rot’s), удмуртском (dzwts), остякском (ruts, rut), вогульском (ros, rus), ненецких диалектах (luса, lusa); а кроме того, в тунгусском и бурятском (luca), юкагирском (lusi, luci) и др. в значении «русские». В карельских диалектах термин ruottsi обозначает финнов, Финляндию. В свете закона о большей архаичности периферийных языков именно периферийную (то есть «славянскую») семантику финских продолжений следует считать наиболее архаичной, тогда как шведскую семантику в финских Максимович предлагает считать инновацией.
По мнению Максимовича, славянскому характеру слова Русь не противоречат и данные русской акцентологии, согласно которой, термин Русь наряду с такими словами как дверь, кость, кровь и др. относится «к числу праславянских окситонированных имён».
Критика
Историк В. С. Кулешов отмечает, что предлагаемая этимология сталкивается с узлом хронологических и исторических противоречий, а реконструируемая форма неправомерна, поскольку приведённые примеры собирательных имён на *ь (*i-склонения) являются заимствованиями, а остальные (чернь, чадь, дичь, мелочь) — существительные *jo-склонения, образованные от прилагательных.
Против древности слова «русь» в древнерусском языке говорит сохранение звука [с] после гласного у.
Под названиями, подобными по форме слову русь (собирательные этнонимы в форме женского рода единственного числа), в источниках упоминаются балтские племена: корсь (курши), жмудь, ятвязь (ятвяги), голядь; финно-угорские племена: чудь, весь, сумь; некоторые другие народы: донь (даны), мурь (мавры), сурь (сирийцы), скуфь (скифы), латынь; и только одно славянское племя серпь (сербы). Эти названия являются заимствованиями из неславянских языков — как правило, видоизмененёнными в славянском языке самоназваниями. Славянские этнонимы, как правило, имеют иную форму — с окончаниями -ене, -ане, -яне (словене, поляне, бужане и др.) или -ичи (кривичи, вятичи и др.). Форма слова «русь» не является характерной ни для этнонимов, имеющих славянскую этимологию, ни для этнонимов (вне зависимости от своей этимологии), обозначающих славянские народы (племена)

### Топонимические версии

#### Южнорусская или среднеднепровская этимология
Традиционная точка зрения сторонников южнорусской этимологии, начиная с М. В. Ломоносова, в значительной мере основана на форме ‛ρῶϛ, рассматриваемой ими в качестве отражения «исконно» славянского этнонима русы (росы). Априорно утверждается тождественность корней рус- и рос-. Последний из которых встречается в гидронимах (правый приток Днепра — Рось; притоки Роси — Роська, Россава; производными топонимами являются Поросье, город Родня) и этнонимах (этнонимическая основа рос- — а также рокс-, рас-, ракс-, ракш-, рокш- и префиксированные аорс-, аракс-, арси- — имеет иранскую этимологию; ареал этой основы от V в. до н. э. до V—VI вв. н. э. включает Среднюю Азию, Северный Кавказ, Северное Причерноморье), из чего сделан вывод, что в середине 1-го тысячелетия территория Поросья была заселена славянским племенем, которое носило название «русь» (-«рос(ь)», «ръсь»?).
Одна из гипотез автохтонного происхождения этнонима русь выводит его из гидронима Рось (др.-рус. Ръсь), названия правого притока Днепра в Среднем Поднепровье, южнее Киева. Эту гипотезу разделял, в частности, академик Б. А. Рыбаков.
Критика
Археологи не обнаружили в непосредственно районе реки Рось сколько-нибудь значительных памятников древнерусской эпохи, чтобы рассматривать название этой реки как образующий фактор для названия народа. Исходный гидроним, Ръсь, имеет неясную этимологию и засвидетельствован в «Повести временных лет». Он может восходить к индоевропейскому ros- — «вода, влага», и на основании различных вариантов этого названия оно может быть отнесено к гидронимам позднеславянского периода. Но гидронимы с корнем рос- и рус- весьма распространены не только в Среднем Поднепровье, но и в других частях Европы. Нет единственной реки Русь, с которой можно было связать этноним pуcь, и одновременно доказать происхождение племени с таким названием с берегов данной реки — только таким путём возможно было бы доказать местную этимологию этнонима. Кроме того, исконные славянские этнонимы образованы по иной модели. «Повесть временных лет» приводя происхождение этнонимов славян от названий рек, ничего не говорит о том, что народ русь получил наименование по какой-то реке.
Лингвистический анализ позволяет отвергнуть возможность происхождения слова русь от названия реки Рось. В древнерусском языке слово выглядело как Ръсь (ъ в корне этого слова означает сверхкраткий — редуцированный — гласный звук заднего ряда среднего подъёма), косвенные падежи — на Рси, по Рьси (редуцированный закономерно выпадает) и др. Жители берегов реки Рось именовались в летописных текстах не «русь» или «россичи» и т. п., а поршане. Таким образом, в X веке в названии Ръсь присутствовал краткий глухой гласный ъ, который прояснился в о (будучи в сильной позиции) только в XII веке (ср.: търгъ > торгъ, вълкъ > волкъ и др.). Ср.: название города и реки Ръша в Ипатьевской летописи — современные город Орша и река Оршица.
Этимологически общеславянский ъ восходит к индоевропейскому u, тогда как ӯ (в слове русь) могло развиться только из индоевропейского дифтонга *au или *ou. Таким образом, корни ръс- (> рос-) и рус- независимы один от другого.

#### Интерпретация Новгородской первой летописи
Новгородская первая летопись в рассказе о вокняжении Игоря сообщает: «бѣша у него Варязи мужи Словенѣ, и оттолѣ прочии прозвашася Русью». Фраза свидетельствует, что название русь перешло от варягов и новгородских словен на «прочих», прежде всего на полян. Однако «прочи» в Комиссионном списке этой летописи является вставкой на полях. По мнению А. А. Шахматова, это слово также заимствовано из описания тех же событий в «Повести временных лет», где сказано о князе Олеге: «И бѣша у него варязи и словѣни и прочи, прозвашася русью». Согласно Шахматову, «Вставка слов „и прочи“, весьма характерна именно для Повести вр. лет, которая проводит тенденциозно историю варяжского происхождения руси: теория эта находила себе опровержение в соответствующем месте Начального свода, ибо оказывалось, что варяги прозвались русью только после перехода в южную Русь, но вставка слов „и прочи“ устраняла возникшее было затруднение. Следовательно, Начальный свод сообщал о том, что варяги (или варяги и словене) назвались русью только перейдя, осевши в Киеве».
Хотя сам Шахматов разделял скандинавскую этимологию слова русь и считал, что ещё до призвания Рюрика северными племенами в Киев пришли «полчища» варягов во главе с Аскольдом и Диром, но созданная им конструкция воспроизводилась в антинорманистской историографии, стремящейся обойти проблему скандинавской этимологии доказать исконность полянской руси в Киеве, включая работы Б. А. Рыбакова, А. Г. Кузьмина, А. А. Горского и др. В. Я. Петрухин писал, что отождествление полян с начальной русью в рамках этих конструкций опирается на взятую вне контекста летописи фразу: «поляне, яже нынѣ зовомая Русь». Однако фраза является комментарием к «Сказанию о преложении книг на словенский язык», отсылающим к космографическому введению «Повести временных лет».

#### Топоним Руса
В Воскресенской летописи середины XVI века приведена следующая версия возникновения названия Русь: «И пришедше словене съ Дуная и седше у езера Ладожьскаго, и оттоле прииде и седоша около озере Илменя, и прозвашася инымъ именемъ, и нарекошася Русь рекы ради Руссы, иже впадоша во езеро Илмень». Упоминание о реке Русса (ныне Порусья) явилось вставкой летописца, о чём свидетельствует сравнение с текстом более ранней Софийской первой летописи начала XV века.
В начале XVI века немецкий дипломат Сигизмунд фон Герберштейн первым зафиксировал народную этимологию, согласно которой название «Руссия» произошло «от одного очень древнего города по имени Русс, недалеко от Новгорода Великого». В другом месте Герберштейн пишет: «Руса, некогда называвшаяся Старой Руссией (то есть давней или древней Руссией), древний городок под владычеством Новгорода…». Историк XVIII века В. Н. Татищев считал Старую Русу местом появления имени «Русь»: «сначала токмо область Новгородская или паче владение Старой Русы (Старой Руси) тако именовались».
В 2000-е годы российские антинорманисты А. Н. Сахаров и В. В. Фомин предприняли попытку вновь предложить связь названия Русь и Руса, опираясь на известие Герберштейна. По мнению Фомина, «Старорусская русь», существовавшая ещё до призвания Рюрика, располагалась на территории всего Южного Приильменья, «где встречаются мощные соляные источники, в изобилии дающие соль, без которой невозможна сама жизнь».
Критика
По мнению историка и филолога Е. А. Мельниковой, Фомин вслед за А. Г. Кузьминым возродил антинорманизм середины XIX века, в той его форме, которая была выдвинута М. В. Ломоносовым, развита С. А. Гедеоновым и опирается на народную этимологию. Историк В. Я. Петрухин оценивает используемые Фоминым методы реконструкции на основе средневековых генеалогий, конструкций Синопсиса, Ломоносова и др., как примыкающие к методам А. Т. Фоменко. Предположение о существовании Старой Руссы в IX веке не подтверждается археологическими данными. Кроме того, название этого поселения (Руса) известно только с середины XI века, которой датируется берестяная грамота № 526: «На Бояне въ Роусе гр(и)вна, на Житоб(о)уде въ Рѹсе 13 коуне и гр(и)вна истине…». О более раннем названии поселения ничего не известно. Лингвисты Р. А. Агеева, В. Л. Васильев и М. В. Горбаневский считают, что первоначальное название города Руса происходит от гидронима — реки Порусья, которая в древности называлась Руса. Имя реки, в свою очередь, осталось от ранее проживавших здесь балтийских племен.

### Кельтская версия
Украинско-американский историк О. И. Прицак, вслед за А. Г. Кузьминым, считал, что название «Русь» произошло от кельтско-латинского названия местности «Рутениси», которое во Франции изменилось в «Руси», а в средней Германии — в «Рузи». Гипотезу о прямой историко-культурной связи рутенов с ругами и русью доказывают в книге «Рутены — руги — русь: века, дороги, судьбы» самарские учёные А. В. Богачёв, А. В. Кузнецов и А. А. Хохлов.

### Другие версии
Название русь в разное время сближалось с библейским рош — народом в Причерноморье VI в. до н. э., упоминаемым в Книге Иезекииля; с названием народа hro-s, hrus в сочинении «Церковная история» сирийского автора Псевдо-Захарии (или Захарии Ритора), составленном в середине VI века н. э.; с росомонами, народом, который, согласно готскому историку Иордану, в IV веке находился среди подвластных правителю остготов Германариху племён.
Отождествление русь и библейского рош является маловероятным в связи с легендарным контекстом упоминания последнего в Библии: «обрати лице твое к Гогу в земле Магог, князю Роша, Мешеха и Фувала…» (Иез., гл. 38). В тексте пророчества сказано, как считается, обо всех народах к северу от земли Израиля. Легендарным является и характер упоминания народа hros у Псевдо-Захарии. В рамки традиции античной литературы географы Средних веков помещали у границ известной им земли мифические племена. Описание людей рос у Псевдо-Захарии следует легендарным стереотипам: они обладали могучим телосложением, обладали таким ростом и столь крупными костями, что никакая лошадь не могла их выдерживать, поэтому они ходили в пешие военные походы. Ввиду фантастичности этих сведений отождествление названий hros и русь в последнее время отвергнуто, хотя некоторыми авторами усматривается указание на земледельческий, как и у славян, облик народа рос, по их мнению проживавшего на границе с Хазарией.
Некоторыми авторами русь связывалось с рус. русый — цвет волос. Русь понимается в качестве собирательного обозначения со значением «скопище рыжих, русоволосых людей», а словообразование предполагается таким же, как для чернь. Значение этнонима русь сближалось бы со значением этнонима куманы (половцы), хотя цветовые обозначения в этнонимической системе у тюрок являются более сложными. Версия подвергается критике, поскольку неизвестно других славянских этнонимов, появившихся по внешним признакам.
В работах советского исследователя Николая Марра, создателя псевдолингвистического «нового учения о языке» отражено представление о происхождении русских от этрусков; однако этрусков Марр рассматривал не как этнос, а в качестве определённой стадии в развитии народов. Сторонники учения этимологически связывали русских и этрусков. Связь этих народов невозможна ни в историческом, ни лингвистическом плане.

## Первые упоминания
Известия письменных источников, которые гипотетически связывались с народом русь до IX века, единичны и изолированны, чрезвычайно кратки, не поддаваясь однозначной интерпретации, а также не имеют обоснованной этимологии. Со второй четверти IX века существование общности с названием русь независимо, и, как результат, надёжно зафиксировано в латинских и арабских источниках. С начала X века русь постепенно распространялась на Восточно-Европейской равнине, и резко увеличилось количество известий об этой общности. Появились сведения о различных её группах и точные указания на места их расселения.

### Западноевропейские, арабские и византийские источники
Первое бесспорное упоминание руси («народа рос») содержится под 839 годом в Бертинских анналах. Византийский император Феофил направил послов франкскому императору Людовику Благочестивому, а с посольством послал:

...неких [людей], которые говорили, что их, то есть их народ, называют рос, что их король, по имени хакан, послал их к нему [Феофилу], как они заявляли, дружбы ради. Он [Феофил] просил в упомянутом письме, чтобы, насколько можно, они по милости императора имели бы разрешение и помощь безопасно возвратиться через его империю, потому что путь, по которому прибыли в Константинополь, они проделали среди варварских племен, ужаснейших, отличавшихся безмерной дикостью...
Расследуя более тщательно причину их прибытия, император узнал, что они из народа свеонов, и решил, что они являются скорее разведчиками в той стране и в нашей, чем просителями дружбы; он счел нужным задержать их у себя до тех пор, пока не сможет истинно узнать, пришли ли они честно туда или нет.

Буквально франкский летописец указывает на рос как на название народа, но неизвестно, имел он эти сведения от самих росов или так ему передали через византийцев. Таким образом, некие свеоны (в IX веке из скандинавов путешествовали только викинги) были отправлены послами от хакана народа называемого рос, но западные франки признали их свеями, и более того, сразу насторожились, потому что уже начали опасаться набегов викингов. Произошло это ещё до образования Древнерусского государства. Название короля русов хакан, возможно, является заимствованием от хазар, и также может свидетельствовать о существовании государственного образования на землях восточных славян до прихода Рюрика, так называемого Русского каганата.
Лиутпранд Кремонский, посол итальянского короля Беренгара в Византию в 949 год, излагает народную этимологию, согласно которой именно византийцы прозвали норманнов росами:

XV. В северных краях есть некий народ, который греки по его внешнему виду называют Rousios, мы же по их месту жительства зовём «норманнами». Ведь на тевтонском языке «норд» означает «север», а «ман» — «человек»; отсюда — «норманны», то есть «северные люди». Королём этого народа был [тогда] Ингер [ Игорь Рюрикович ]...

Лиутпранд Кремонский в своей книге «Антаподосис», написанной около 960 года, рассказал о неудачном походе Игоря Рюриковича на Константинополь в 941 году. Лиутпранд не уточнил, по какому именно внешнему признаку византийцы так прозвали россов.
Аль-Масуди в первой половине X века пояснял смысл названия: «Византийцы нарекают их [русов] русийа, смысл этого [слова] — „красные, рыжие“». В своих путевых описаниях арабы особенно отмечают красноту лиц русов. Не вполне понятно, имели они в виду румянец или последствия солнца для северных лиц. Ибн Фадлан, встретивший русов в 922 году, так их описывал: «Они подобны пальмам, румяны, красны».
Этноним также встречается в других источниках IX века: византийских и историческом документе «Описание городов и областей к северу от Дуная» (в форме Ruzzi). В последнем сообщается, что русы были соседями хазар. По мнению В. Седова, из сообщений восточных авторов X века ясно, что они считали русами какую-то племенную группу славян Восточной Европы. Спорным является отождествление некоторыми историками русов с этнонимом Hros из сирийского источника VI века.
Согласно лингвисту С. Л. Николаеву, этимологическая, этнологическая и династическая связи Руси и Рудрсланда-Рудена-Руслагена отражены у средневековых западноевропейских книжников, которые исходили из того, что Русь — страна шведов-руденов, др.-шв. Rōþin-. Этот шведский этноним транскрибировался как Ruthen- с -th- (межзубный звонкий спирант [ð] в древнесаксонском, древнеанглийском и древневерхненемецком). Отсюда, предположительно, происходят средневековые латинские Rutheni, Ruthenia как обозначения восточных славян, Руси и России, в основном западной их части. В Европе применительно к Руси, России этот термин впервые фиксируется в XII веке у Гервасия Тильберийского, который в своей «Географии» писал, что «Польша с одной стороны имеет границу с Рутенией», цитируя фразу из позднеримского писателя Лукана: «Solvuntur flavi longa statione Rutheni». Лукан писал о германском племени, ср. rex Rutenorum, король нелокализованных германцев-рутенов в Аугсбургских анналах XII века, в которых рутенами, по мнению Николаева, названы шведские рудены, поскольку другие германские племена с подобным названием не известны. Н. Т. Беляев (1929) отождествлял русов и рутенов (Rutheni, с фрикативным [ð]) средневековых германских писателей с малоизвестным восточнофризским племенем (x)рюстры (Hriustri, от них образовано название графства Rüstringen в устье Везера). Николаев отвергает эту версию, поскольку в данном этнониме в хронологической последовательности произносились [hriust-] (хриуст-/хрьюст-), [riust-] (риуст-/рьюст-), [rüst-] (рюст-), но никогда [rust-] (руст-). По мнению Николаева, «кабинетная этимологизация» русов как «рустров» определяется умозрительной попыткой отождествить датчанина Рёрека Дорестадского, дядя которого имел бенефиций в Рюстрингене, с русским князем Рюриком.

### Русские источники

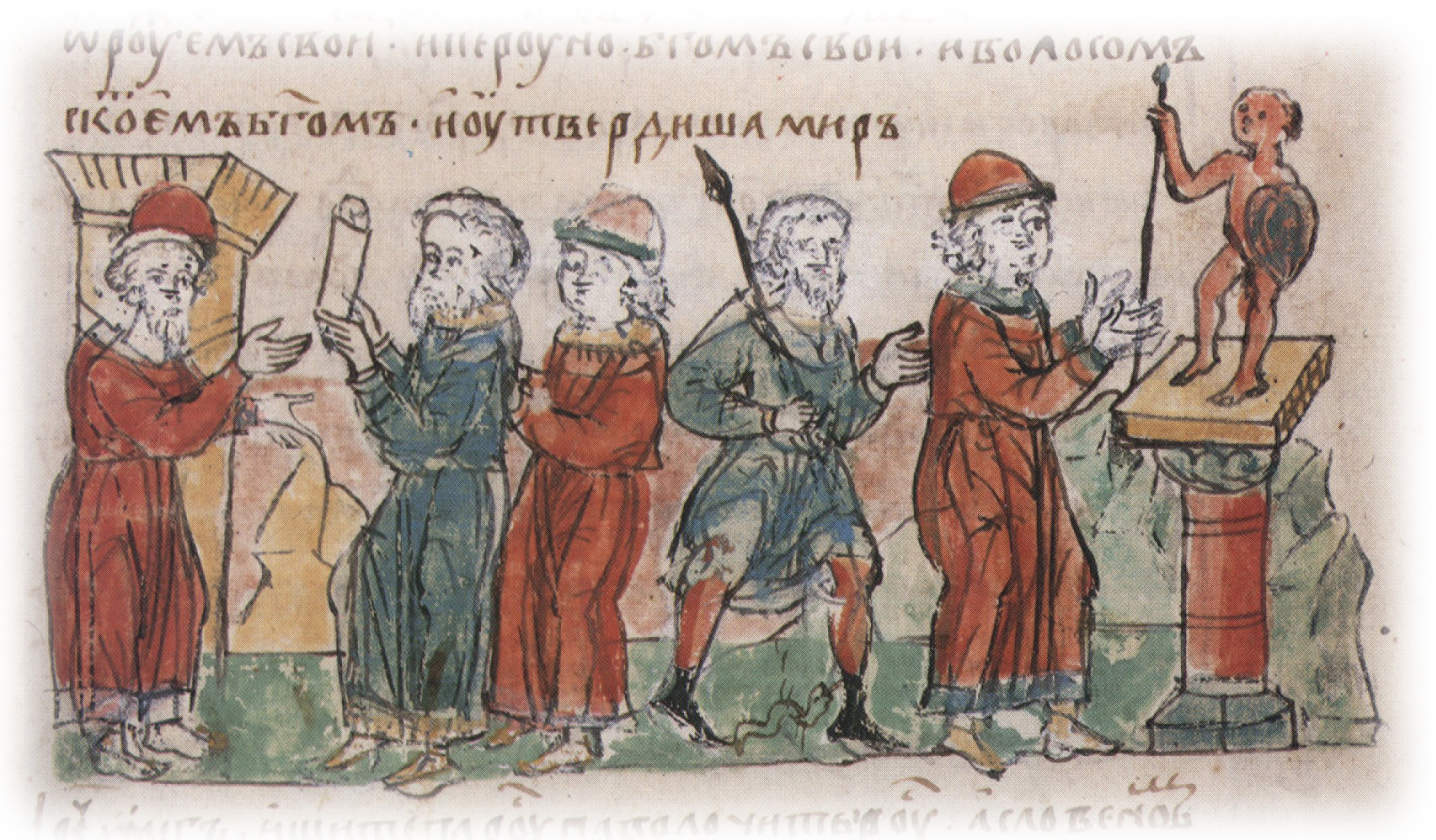
Утверждение мирного договора с греками в 907 году; присяга (рота) мужей «от рода русского». Миниатюра из Радзивилловской летописи, конец XV века

Первыми известными русскими письменными памятниками являются договоры Руси с Византией X века, тексты которых сохранились в составе «Повести временных лет» начала XII века. Они упоминают народ русь, русского князя, закон русский (правовой обычай руси), термины Русская земля и русские люди. В русско-византийском договоре 907 года говорится: «Ольга [Олега] водиша и мужий его на роту по рускому закону: кляшася оружьемь своимъ, и Перуномъ, богомъ своимъ, и Волосом, скотьимъ богомъ, и утвердиша миръ». В русско-византийском договоре 911 года говорится: «Мы от рода рускаго [перечислены имена 15 послов] иже послани от Олга, великаго князя рускаго… на удѣржание и на извѣщение от многыхъ лѣтъ межю християны и Русью бывшюю любовь, похотѣньемъ наших князь и по повелѣнию и от всѣхъ, иже суть подъ рукою его сущих руси». Из этих имён послов «от рода русского» два финских, остальные имеют скандинавское происхождение (древнескандинавский вариант приведён в скобках): Карлы (Karli), Инегелдъ (Ingjaldr), Фарлофъ (Farulfr), Веремудъ (Vermu(n)dr), Рулавъ (Rollabʀ), Гуды (Góði), Руалдъ (Hróaldr), Карнъ (Karn), Фрелавъ (Friðláfr), Рюаръ (Hróarr), Актеву (фин.), Труанъ (Þrándr), Лидуль (фин.), Фостъ (Fastr), Стемиръ (Steinviðr). Впервые упоминается термин Русская земля: «Ти аще ключится близъ земли Грѣцькы, аще ли ключится такоже проказа лодьи рустѣй, да проводимъ ю в Рускую земьлю, и да продають рухло тоя лодья, и аще что можеть продати от лодья, воволочимъ имъ мы, русь».
В следующем русско-византийском договоре 944 года среди имён послов и купцов «от рода русского» наряду со скандинавскими появляется ряд славянских имён. Помимо прочего, упоминается термин Русская земля («послании от Игоря, великаго князя рускаго, и от всея княжья и от всѣх людий Руское земли»), и впервые Русская страна и русские люди.
«Слово о законе и благодати», запись торжественной речи митрополита Киевского Илариона середины XI века, содержит апологию Руси, Русской земли, после Крещения влившейся в семью христианских народов, и панегирик крестителю Руси князю Владимиру Святославичу и его сыну Ярославу Мудрому. Упоминается также термин русский народ (церк.-слав. «и до нашего ꙗзыка роускаго»).

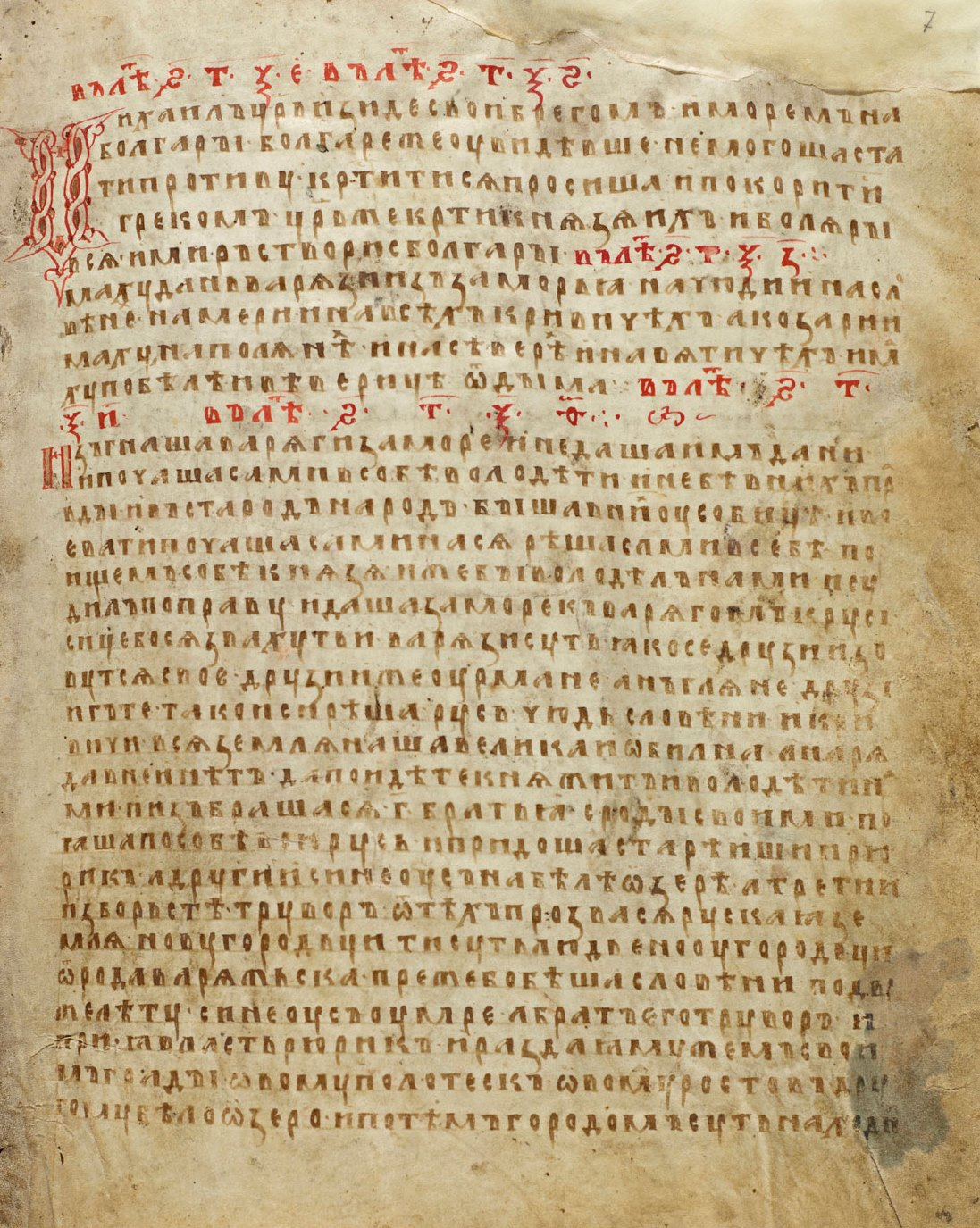
Рассказ о призвании варягов в «Повести временных лет», список Лаврентьевской летописи, 1377. Термин «Русская земля» применяется в широком смысле, включая Новгород: «И от тех варягов прозвалась Русская земля. Новгородцы же — те люди от варяжского рода, а прежде были славяне»

«Повесть временных лет» (начало XII века) относит первое появление термина «Русь, Русская земля» к 852 году (начало правления византийского императора Михаила III), под котором Русь упоминается в доступной русским летописцам византийской хронике:

В год 6360 (852), индикта 15, когда начал царствовать Михаил, стала прозываться Русская земля. Узнали мы об этом потому, что при этом царе приходила Русь на Царьград, как пишется об этом в летописании греческом.
Оригинальный текст (церк.-сл.)В лѣто 6360, индикта 15, наченшю Михаилу цесарьствовати, нача ся прозывати Руская земля. О семъ бо увѣдахом, яко при сем цесари приходиша Русь на Цесарьград, якоже писашеть в лѣтописании грѣцком.

О происхождении термина «Русь, Русская земля» в «Повести временных лет» сказано, что он пришёл от варягов, призванных на княжение в 862 году:

В год 6370 [862]... Пошли за море к варягам, к руси. Те варяги назывались русью, как другие называются шведы, а иные — норманны и англы, а еще иные готы — вот так и эти. Сказали руси чудь, славяне, кривичи и весь: «Земля наша велика и обильна, а порядка в ней нет. Приходите княжить и владеть нами». И избрались трое братьев со своими родами, и взяли с собой всю русь, и пришли прежде всего к славянам. И поставили город Ладогу. И сел старший, Рюрик, в Ладоге, а другой — Синеус, — на Белом озере, а третий, Трувор, — в Изборске. И от тех варягов прозвалась Русская земля.
Оригинальный текст (церк.-сл.)В лѣто 6370… Идоша за море к варягом, к руси. Сице бо звахуть ты варягы русь, яко се друзии зовутся свее, друзии же урмани, аньгляне, инѣи и готе, тако и си. Ркоша руси чюдь, словенѣ, кривичи и вся: „Земля наша велика и обилна, а наряда въ ней нѣтъ. Да поидете княжить и володѣть нами“. И изъбрашася трие брата с роды своими, и пояша по собѣ всю русь, и придоша къ словѣномъ пѣрвѣе. И срубиша город Ладогу. И сѣде старѣйший в Ладозѣ Рюрикъ, а другий, Синеусъ на Бѣлѣ озерѣ, а третѣй Труворъ въ Изборьсцѣ. И от тѣхъ варягъ прозвася Руская земля.

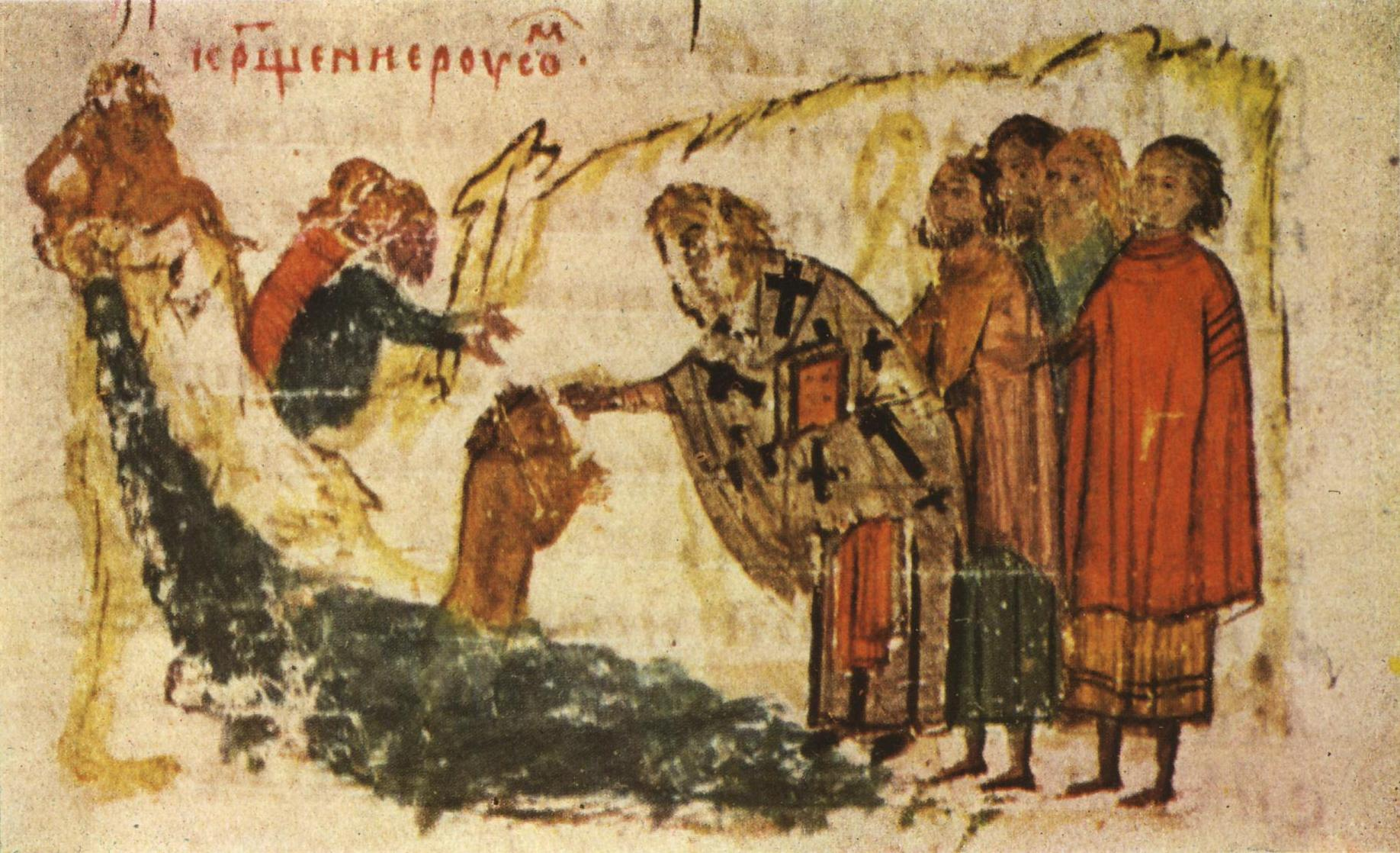
Форма русы: «крещение русом» (крещение русов). Миниатюра из Московского списка 1345 года среднеболгарского перевода хроники Константина Манассия

В списке «Повести временных лет» в составе Лаврентьевской летописи (1377) в том же известии термин «Русская земля» применяется в широком смысле, включая Новгород:
В Среднее Поднепровье имя «Русь, Русская земля» было принесено пришедшими с севера варягами и славянами князя Олега, после захвата Киева в 882 году:

И сел Олег княжить в Киеве, и сказал Олег: «Да будет это мать городам русским». И были у него славяне и варяги, и прочие, прозвавшиеся русью.
Оригинальный текст (церк.-сл.)И сѣде Олегъ, княжа в Киевѣ, и рече Олегъ: «Се буди мати городом русскымъ». И бѣша у него словѣни и варязи и прочии, прозвашася русью.

## Эволюция термина

### Изменения географического охвата
К середине X века русь широко распространилась по Восточно-Европейской равнине. С течением времени полития Рюриковичей ликвидировала и ассимилировала другие группы руси на подчинённой ей территории и начала восприниматься с точки зрения внешних наблюдателей как единственная страна руси — Русская земля. В середине — первой половине X века этноним «русь» постепенно стал обозначать жителей именно этого территориально-политического образования. К середине XI века относится консолидация и окончательная самоидентификация руси в качестве отдельного «нового» христианского народа, обладающего самосознанием своей общности.
После дробления Киевской Руси на отдельные независимые княжества Русь сохраняется как:
- название земель Киевского княжества[68];
- название земель Киевского (за исключением древлянской земли), Черниговского (в части земли северян) и Переяславского княжеств[69] — Русская земля в Среднем Поднепровье[70];
- название земель, которые в IX—XII веках входили в состав Киевского государства[71], включая Волго-Окское междуречье[72].

До разорения Киева монголами (1240) существует институт «причастий в Русской земле», то есть совместного владения землями Киевского княжества представителями разных ветвей династии Рюриковичей.
После монгольского нашествия название Русь закрепляется за всеми восточно-славянскими землями. Начиная с правления Ивана I Калиты великие князья Владимирские и Московские начали использовать титул «всея Руси», следуя образцу титула «митрополита Киевского», который именовался «митрополит Киевский и всея Руси».
Первым «господарем всея Руси» (во всяком случае, первым, выпустившим монету с такой надписью) стал Дмитрий Шемяка, до этого именовавший себя просто «великий князь всея Руси». После Дмитрия Шемяки титул «господарь всея Руси» носили (среди прочих своих титулов) Василий II Тёмный и другие московские князья. В частности, Иван III использовал выражение «Господарь Всея Руси» в 1493 году на переговорах с Литовским княжеством, правитель которого после пресечения галицко-волынской династии Романовичей в своем великокняжеском домене имел приставку к титулу: «Руси» — «Великий Князь Литовский и Русский», так как южные и западные русские земли входили в состав Великого княжества Литовского.

### Деление по колористической схеме
Относительно других исторических названий: Белая, Чёрная, Красная (или Червоная) Русь существует две версии:
- от их географического положения — в средние века направления север-юг и запад-восток имели свои «цветовые» аналоги;
- по сведениям Жака Маржерета, «та, что носит титул империи, которую поляки называют Белая Русь, и другая — Чёрная Русь, которой владеет Польское королевство»[76].

### Деление по византийской схеме
Популярная в украинской литературе трактовка Малой Руси как «метрополии», а Великой — как «колоний» подвергалась критике и не соответствует действительному положению дел по ряду причин:
- в греческом языке слова μεγαλή[79] и μίκρο[80] не имеют подобного или даже схожего значения.
- авторы, упоминающие Великую Грецию, сами расшифровывают этимологию: Плиний, Страбон указывают, что термин «Великая Греция связан с богатством и блеском этих колоний и выбран ими из самодовольства в сравнении с более бедной родиной»[78].
- в самих античных источниках была лишь Великая Греция греч. μεγάλη Ελλάς, лат. Graecia magna, major оно встречается у Плиния, Тита Ливия, Птоломея и Страбона, но никогда не встречается соответствующего понятия Малой Греции[78]. Следовательно, «Великая» здесь украшающий эпитет, и он стоит особняком, так как нет антитетического ему понятия[78].
- «Великой» в древности обозначали, наоборот, скорее, прародину, а «Малой» — территорию нового заселения (см. примеры с Венгрией, Арменией, Скифией, Татарией, Польшей).
- впервые разделяя Русь на Малую и Большую, константинопольские патриархи указывали лишь на соотношение размеров церковных территорий.

Сходную трактовку принимал О. Н. Трубачёв, считая, что Великороссией обозначались области позднейшего заселения Древней Руси, а изначальная Русь стала называться Малороссией. По его мнению, «обозначения стран и народов с компонентом „Великий“ и „Великая“: например, Великая Греция, Великобритания, Великороссия, всегда относятся к области вторичной колонизации, а не к метрополии и никакого оценочного величия не подразумевают».
С XV века в церковных книгах название Великая Русь закрепилось за Московским государством и другими северо-восточными русскими землями, а Малая Русь — за современными западными и южными русскими (сейчас украинскими) землями. С XVII века оба названия стали упоминаться в светской документации и литературе.
Территориально близкие к латинской Европе земли современных Западной Белоруссии и Западной Украины именовались в иностранных (прежде всего в австрийских, чешских и польских источниках на латыни) Рутенией с XIV века.